# Elecciones presidenciales de Finlandia de 2018
Las elecciones presidenciales en Finlandia fue realizadas el 28 de enero de 2018. El presidente electo gobernará por el período que comienza el 1 de marzo de 2018 y se extiende hasta el 1 de marzo de 2024. 
Los resultados dieron la victoria por amplio margen a Sauli Niinistö, ganando en todos los municipios del país. Es la primera vez en la historia que un presidente finlandés es electo en la primera vuelta.

## Candidatos

### Candidatos confirmados
| Nombre y edad del candidato, Partido político         | Nombre y edad del candidato, Partido político | Cargo(s) ocupados | Logo de campaña | Detalles |
| ----------------------------------------------------- | --------------------------------------------- | --- | --------------- | --- |
| Tuula Haatainen (57 años) Partido Socialdemócrata     | Tuula Haatainen                               | Ministra de Educación (2003-2005) Ministra de Asuntos Sociales y Salud (2005-2007) MP por Helsinki (1996-2007, desde 2015) |                 | Haatainen fue ministra de Educación en el efímero Gabinete Jäätteenmäki y retuvo su puesto en el siguiente I Gabinete Vanhanen. Después de eso, fue ministra de Asuntos Sociales y Salud entre 2005 y 2007. |
| Pekka Haavisto (59 años) Verdes                       | Pekka Haavisto                                | Ministro de Desarrollo internacional (2013-2014) Ministro de Medio Ambiente y Desarrollo (1995-1999) Director de Green Legaue (1993-1995) MP por Helsinki (1987-1995, desde 2007) |                 | Haavisto compitió en la elecciones presidenciales de 2012 y alcanzó la segunda vuelta, donde perdió contra Sauli Niinistö del Partido de Coalición Nacional. Antes de la campaña había sido miembro del parlamento (MP) desde 2007, y trabajado para Naciones Unidas Entre 1999 y 2005.                                                                                                |
| Laura Huhtasaari (38 años) Partido de los Finlandeses | Laura Huhtasaari                              | MP por Satakunta (desde 2015) |                 | Huhtasaari fue elegida para el parlamento en 2015 con 9259 votos, y reelegida vicepresidenta del partido en la elección interna de junio de 2017. En el parlamento, también se desempeñó como miembro del comité de asuntos legales, el comité de educación y cultura y la delegación finlandesa para el concilio nórdico.                                                             |
| Merja Kyllönen (41 años) Alianza de la Izquierda      | Merja Kyllönen                                | Ministra de Transporte (2011-2014) MP por Oulu (2007-2014) MEP por Finlandia (desde 2014) |                 | Kyllönen sirvió como ministra de Transporte en el Gabinete Katainen entre 2011 y 2014. Se presentó para el Parlamento Europeo en 2014 y fue elegida. |
| Sauli Niinistö (69 años) Independiente                | Sauli Niinistö                                | Presidente de la República de Finlandia (desde 2012) Vocero del Parlamento (2007-2011) Ministro de Finanzas (1996-2003) Ministro de Justicia (1995-1996) Ver listaOther offices - Chairman of the European Democrat Union from 1998 to 2002 - Deputy Prime Minister of Finland from 1995 to 2001 - Chairman of the National Coalition Party from 1994 to 2001 - Chair of the City Council of Salo from 1989 to 1992 - Chair of the City Council of Salo from 1989 to 1992 - MP for Turku Province South from 1987 to 1999 - MP for Helsinki from 1999 to 2003 - MP for Uusimaa from 2007 to 2011 - Member of the City Council of Salo from 1977 to 1992 - Member of the City Board of Salo from 1977 to 1988 |                 | El actual presidente de Finlandia corrió como miembro del Partido de Coalición Nacional en 2012 tras haber perdido por poco en las 2006. Para 2018 decidió correr como Independiente y «probar su apoyo» en el público. Reunió 156 000 firmas y confirmó su candidatura el 25 de septiembre.                                                                                           |
| Nils Torvalds (72 años) Partido Popular Sueco         | Nils Torvalds                                 | MEP por Finlandia (desde 2012) |                 | Exmiembro del Partido Comunista de Finlandia, Torvalds trabajó en el departamendo sueco parlante de la Finnish Broadcasting Company (Yle) desde 1982 hasta 2004. Se unió al Partido Popular Sueco en 2006 y fue elegido tercer vicepresidente en 2007. Se presentó al Parlamento Européo en 2009 y no fue elegido, pero accedió a ese puesto en 2012 tras la renuncia de Carl Haglund. |
| Matti Vanhanen (62 años) Centro                       | Matti Vanhanen                                | Primer ministro de Finlandia (2003-2010) Ministro de Defensa (2003) |                 | El ex primer ministro compitió en 2006 y obtuvo un 18,6% de los votos. Abandonó la política tras su período como primer ministro, pero regresó en 2015 y fue reelecto como MP. |
| Paavo Väyrynen (71 años) Independiente                | Paavo Väyrynen                                | MEP por Finlandia (1995-2007, desde 2014) Ministro de Comercio y Desarrollo Internacional (2007-2011) Ministro de Exteriores (1991-1993) |                 | Väyrynen es un político con experiencia que compitió por la presidencia desde el Partido del Centro tres veces; en 1988, 1994, y 2012. Abandonó el partido en 2016 y fundó su propio Partido de los Ciudadanos. Al final su candidatura alcanzó los 20 000 votos requeridos. |

### Partido de Coalición Nacional

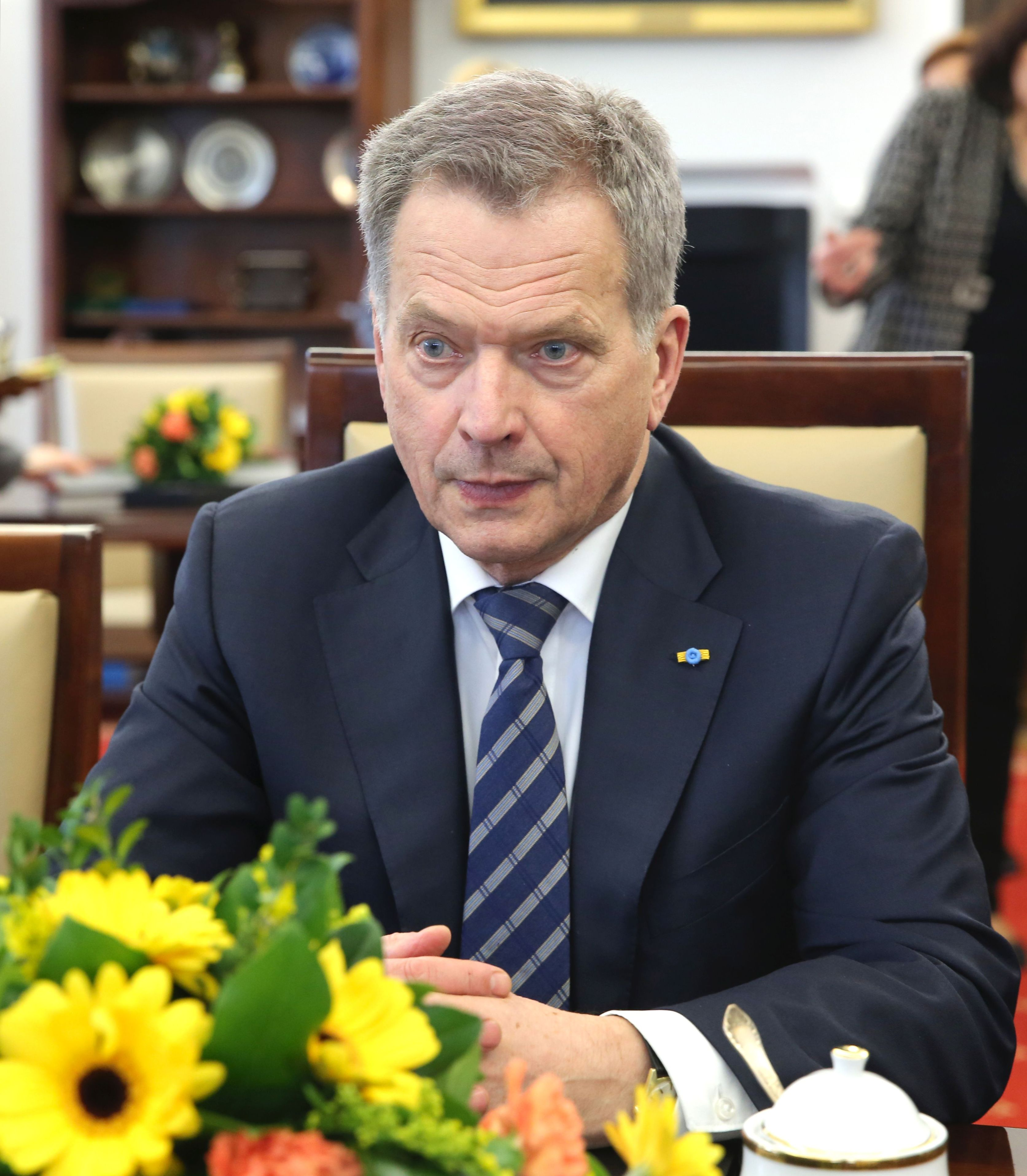
El actual Presidente Sauli Niinistö busca un nuevo período como candidato independiente.

El presidente en ejercicio Sauli Niinistö fue elegido como candidato del Partido de la Coalición Nacional en las elecciones de 2012. Es elegible para la reelección y su decisión de postularse nuevamente se siguió de cerca durante la segunda mitad de su primer mandato. El 29 de mayo de 2017, Niinistö anunció que buscará apoyo para su candidatura como candidato independiente fuera de la política partidaria. Para convertirse en un candidato oficial, Niinistö necesitaba 20,000 firmas de sus seguidores. Niinistö eventually gathered 156,000 signatures and his candidacy was confirmed on 25 September.
Poco después del anuncio de Niinistö, el líder del Partido de la Coalición Nacional Petteri Orpo  tuiteó que Niinistö tiene todo el apoyo del partido. Antes del anuncio de Niinistö sobre el segundo mandato, algunos nombres se especulaban en los medios como candidatos alternativos para el Partido de la Coalición Nacional, incluido el ex primer ministro Alexander Stubb y el exministro de Asuntos Exteriores Ilkka Kanerva.

### Partido del Centro

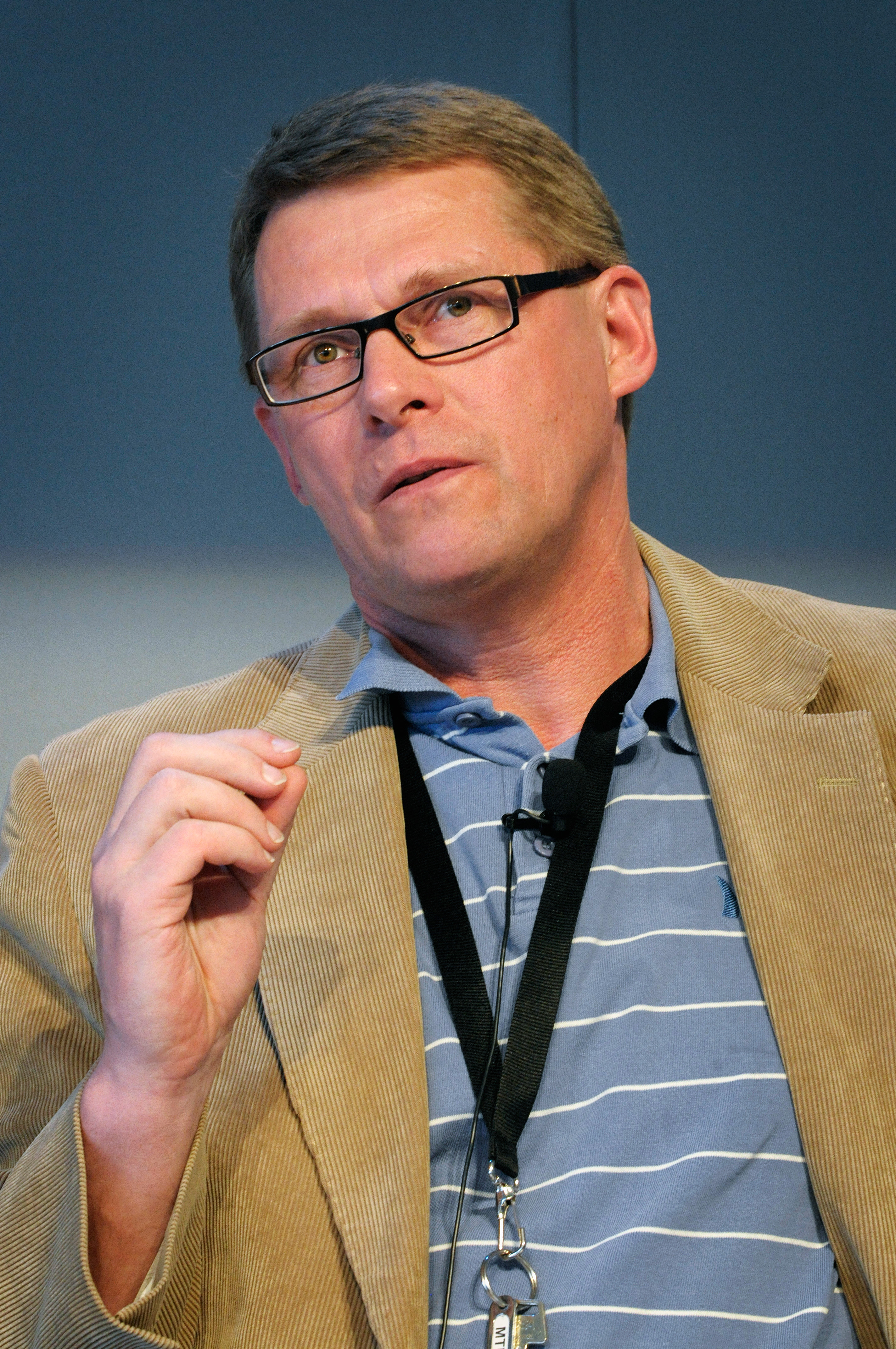
El ex primer ministro Matti Vanhanen es candidato por el Partido del Centro

El  Partido del Centro decidió el 30 de noviembre de 2015 que el partido elegiría a su candidato presidencial ya en junio de 2016. Poco después, el ex primer ministro y candidato presidencial del Partido del Centro en las elecciones de 2006, Matti Vanhanen, anunció que se postularía para la candidatura. El primer ministro Juha Sipilä declinó su interés desde el principio. Otros nombres prominentes en las especulaciones para la candidatura fueron los antiguos Primeros Ministros Esko Aho y Anneli Jätteenmäki, y el exministro de Asuntos Económicos Olli Rehn. Rehn declinó la posibilidad de afirmar que no sería posible combinar sus deberes como ministro de gabinete con campañas. Aho no comentó su interés en la candidatura, pero se consideró poco probable que buscara la nominación presidencial, ya que era un candidato para el Consejo de Supervisión de  Sberbank en ese momento. Jäätteenmäki, una titular [y vicepresidenta del Parlamento Europeo], dijo que postularse para la presidencia "no estaba en su agenda".
Como ningún aspirante compareció hasta la fecha límite del 11 de mayo, Vanhanen fue el único candidato en el congreso del partido de junio y fue confirmado como el candidato del Partido del Centro en las elecciones presidenciales. Vanhanen ha dicho que su candidatura está motivada por el apoyo que sintió que tenía en todo el país durante su última campaña y la voluntad de mejorar la situación de seguridad en las zonas aledañas a Finlandia.

### Partido de los Finlandeses
Es probable que el partido finlandés confirme su candidatura en el verano de 2017. El líder del partido finlandés, Timo Soini, anunció a principios de noviembre de 2014 que no buscaría candidatura en las elecciones presidenciales de 2018, después de recibir 3,43% y 9,4% de los votos en las elecciones presidenciales de 2006 y 2012, respectivamente. Reafirmó su decisión en abril de 2016, alentando al partido a seguir adelante e invitando a "nuevos rostros" a participar en las primarias del partido.
La elección del candidato presidencial para el partido estaba en la agenda del Congreso del Partido en junio de 2017. Sin embargo, después de que Jussi Halla-aho ganara la elección de liderazgo, la decisión fue pospuesta por pedido de Halla-aho. Unos días después de la elección del liderazgo, veinte diputados del partido finlandés, incluidos todos los ministros del gabinete, desertaron para formar un nuevo grupo parlamentario bajo el nombre de Nueva Alternativa. Después de la separación, la mayoría de los posibles candidatos presidenciales se habían ido del partido. Sin embargo, la nueva vicepresidenta Laura Huhtasaari y el diputado Tom Packalén anunciaron que estaban pensando en la candidatura.
El 4 de agosto de 2017, Halla-aho anunció que la junta directiva del Partido de los Finlandeses había elegido a Huhtasaari como candidata presidencial del partido, y su candidatura fue confirmada por el Consejo del Partido el 23 de septiembre.

## Resultados
|                                             | Independiente              | Sauli Niinistö   | 1.875.342 | 62.6%     |           |           |
|                                             | Liga Verde                 | Pekka Haavisto   | 371.254   | 12.4%     |           |           |
|                                             | Partido de los Finlandeses | Laura Huhtasaari | 207.337   | 6.9%      |           |           |
|                                             | Independiente              | Paavo Väyrynen   | 185.305   | 6.2%      |           |           |
|                                             | Partido del Centro         | Matti Vanhanen   | 122.383   | 4.1%      |           |           |
|                                             | Partido Socialdemócrata    | Tuula Haatainen  | 97.294    | 3.2%      |           |           |
|                                             | Alianza de la Izquierda    | Merja Kyllönen   | 89.977    | 3.0%      |           |           |
|                                             | Partido Popular Sueco      | Nils Torvalds    | 44.776    | 1.5%      |           |           |
| Votos válidos                               | Votos válidos              | Votos válidos    | 2.993.668 | 100.00    |           |           |
| Votos nulos                                 | Votos nulos                | Votos nulos      | 9.042     | 9.042     |           |           |
| Participación                               | Participación              | Participación    | 3.002.710 | 66.8      |           |           |
| Registrados                                 | Registrados                | Registrados      | 4.498.004 | 4.498.004 | 4.498.004 | 4.498.004 |
| Fuente: Ministerio de Justicia de Finlandia |                            |                  |           |           |           |           |